# Брауде, Самуил Максимович
Самуи́л Макси́мович Бра́уде (сентябрь 1886, Санкт-Петербург — август 1949, Москва) — советский государственный деятель, комиссар труда СНК Казанской Советской Рабоче-Крестьянской Республики, делегат 1-го съезда Всероссийского съезда профсоюзов, главный арбитр Центросоюза, адвокат.

## Биография
Из мещан Ковенской губернии, Тельшевского уезда. С 1914 член РСДРП, с 1918 член РКП(б). В 1915 окончил юридический факультет Казанского университета. Для поступления в Казанский университет Самуилу Максимовичу Брауде понадобилось пройти через процедуру крещения и приобщения к православному вероисповеданию. Как он, так и Вера Петровна Булич, был убеждённым атеистом, однако для закрепления их брака, по велению времени было необходимо венчание, состоявшееся в 1911. В 1915 арестован и осуждён к административной высылке на 3 года в село Манзурка Иркутской губернии. В семье 18 февраля 1917 появилась дочь Марина, которую родители оставили на попечение родственников, более интересуясь революционными событиями. 6 (19) марта 1917 вместе с супругой амнистированы. С 1917 помощник присяжного поверенного (Иркутск).
С 1917 по 1919 секретарь Казанского губернского Совета профсоюзов. Затем комиссар труда Казанской губернии (КСРКР). С 1919 председатель Казанского губернского СНХ. С 1919 по 1920 заместитель заведующего Отделом экономики труда Главного нефтяного комитета, затем заведующий Отделом экономики труда Московского губернского Совета профсоюзов, до 1923 заведующий юридическим отделом там же. С 1923 по 1925 заместитель председателя Московского губернского суда. С 1925 в Союзе работников торговли и кооперации, потом заведующий Московской губернской школой профсоюзов. До 1929 уполномоченный Иностранного отдела ВСНХ, после чего становится заведующим ТНТ Центрального Союза потребительских обществ СССР. С сентября по декабрь 1932 прокурор Народного комиссариата юстиции РСФСР. В конце 1932 заведующий юридической секцией Отдела экономики труда Центрального Союза потребительских обществ СССР. С 1932 по 1938 главный арбитр Центрального Совета потребительских обществ СССР. Потерял должность в связи с исключением из ВКП(б), после чего с того же года становится адвокатом, работающим по Москве и Московской области.
Волнения тех лет не прошли для С. М. Брауде бесследно. На нервной почве у него обострилось заболевание печени с тяжёлыми приступами, при которых приходилось прибегать к помощи «неотложки». К концу сороковых годов приступы настолько участились и становились такими болезненными, что принудили обратиться к давнему его другу, академику АМН СССР Сергею Сергеевичу Юдину, согласившись лечь к нему на операцию. Летом 1948 профессор С. С. Юдин положил его на операционный стол и, разрезав, сразу же зашил. Ползучий рак поразил уже все внутренние органы, и в августе того же года Самуил Максимович скончался.

### Семья
Жена (с ноября 1909) — Вера Петровна Булич (1890—1961), революционерка, майор государственной безопасности.

## Память
Документы С. М. Брауде периода май — июнь 1922 года хранятся в Российском государственном архиве экономики.

## Комментарии
1. ↑  По другим данным — умер в июле 1949 года[2].